# Nepal nos Jogos Olímpicos de Verão de 1972
O Nepal competiu nos Jogos Olímpicos de Verão de 1972 em Munique, Alemanha Ocidental.

## Atletismo
Maratona masculina:
- Jit Bahadur — 2:57:58.8 (→ 60º lugar)
- Bhakta Bahadur — não terminou (→ sem classificação)